# Kálmán győri püspök
Kálmán (1317/1318 – 1375), I. Károly magyar király fia, váradi kanonok, fehérvári kanonok, esztergomi prépost, 1337. május 6-tól haláláig győri megyés püspök.
A korabeli iratokban és pecsétjein Colomanként szerepel.

## Származása, rokonai
Édesapja I. Károly (Róbert) (1288–1342) magyar király, édesanyját a Dubnici és a Pozsonyi krónika is a nagy dunai szigetről való concubinaként jelöli meg. Féltestvérei, öccsei Nagy Lajos (1326–1382) magyar király, András (1327–1345) címzetes nápolyi király, István (1332–1354) szlavón-dalmát herceg. Másik két öccse Károly és László még kiskorukban meghaltak.
Egy lánytestvére valószínűleg még létezhetett. Pór Antal a pozsonyi városháza kapuboltozatának öt zárókövén található alakok és az ezeket elválasztó – címerekre jellemző – állatfigurák (püspöksüveges ifjú , strucc – Anjou strucc, egy idősebb nő – anya, egy fiatalabb nő – lány, sisakról felemelkedő oroszlán) elemzése alapján arra a megállapításra jutott, hogy a kapubejáró zárókövei Kálmán herceget, édesanyját és lánytestvérét ábrázolják.

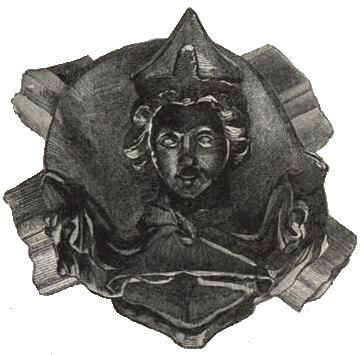
püspöksüveges ifjú
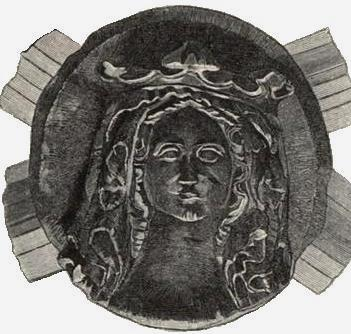
idősebb nő
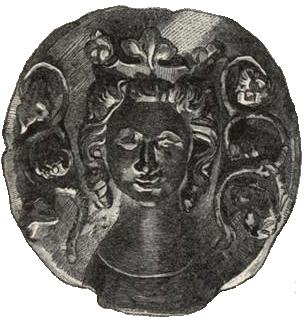
fiatalabb nő

Szilágyi Sándor Károly Róbert egyik feltételezett lányának Katalinnak nem királyi házassága és a magyar krónikákból történt mellőzöttsége miatt, Katalint is házasságon kívüli gyermeknek tartja. A másodszülött schweidnitzi herceghez férjhez adott Katalin lánya, a magyar királyi udvarban nevelt Anna később IV. Károly német-római császár felesége lett.